# Roman Borvanov
Roman Borvanov (* 31. März 1982 in Chișinău) ist ein ehemaliger moldauischer Tennisspieler.

## Karriere
Borvanov spielte zwischen 2004 und 2014 hauptsächlich auf der ATP Challenger Tour und der ITF Future Tour. Er feierte neun Einzel- und sieben Doppelsiege auf der Future Tour. Auf der Challenger Tour gewann er die Doppelturniere in Lubbock im Jahr 2008 sowie in Medellín und São Paulo 2013.
Borvanov spielte von 2006 bis 2013 für die moldauische Davis-Cup-Mannschaft. Für diese trat er in 15 Begegnungen an; er erzielte im Einzel eine Bilanz von 7:3 und im Doppel eine von 7:5 Siegen.

## Erfolge
| Legende (Anzahl der Siege)  |
| Grand Slam                  |
| ATP World Tour Finals       |
| ATP World Tour Masters 1000 |
| ATP World Tour 500          |
| ATP World Tour 250          |
| ATP Challenger Tour (3)     |

### Doppel

#### Turniersiege
| Nr. | Datum              | Turnier   | Belag     | Partner      | Finalgegner                        | Ergebnis  |
| --- | ------------------ | --------- | --------- | ------------ | ---------------------------------- | --------- |
| 1.  | 28. September 2008 | Lubbock   | Hartplatz | Artem Sitak  | Alex Bogomolow Dušan Vemić         | 6:2, 6:3  |
| 2.  | 28. Juli 2013      | Medellín  | Sand      | Emilio Gómez | Nicolás Barrientos Eduardo Struvay | 6:3, 7:64 |
| 3.  | 6. Oktober 2013    | São Paulo | Sand      | Artem Sitak  | Sergio Galdós Guido Pella          | 6:4, 7:63 |